# ヘンリー・モンゴメリー (第3代マウント・アレクサンダー伯爵)
第3代マウント・アレクサンダー伯爵ヘンリー・モンゴメリー（英語: Henry Montgomery, 3rd Earl of Mount Alexander PC (Ire)、1652年頃 – 1731年10月22日）は、アイルランド貴族。

## 生涯
初代マウント・アレクサンダー伯爵ヒュー・モンゴメリーと1人目の妻メアリー・ムーア（Mary Moore、1631年 – 1655年6月16日、第2代ムーア子爵チャールズ・ムーアの娘）の次男として、1652年頃に生まれた。
1672年、メアリー・セント・ローレンス（Mary St Lawrence、1705年8月26日没、第12代ハウス男爵ウィリアム・セント・ローレンスの娘）と結婚、2男をもうけた。
- ヒュー（英語版）（1745年没） - 第4代マウント・アレクサンダー伯爵
- トマス（1757年没） - 第5代マウント・アレクサンダー伯爵

1711年までにアイルランド枢密院の枢密顧問官に任命された。
1717年2月12日に兄ヒューが死去すると、マウント・アレクサンダー伯爵の爵位を継承した。
1731年10月22日に死去、長男ヒューが爵位を継承した。